# Onthophagus ugandicus
Onthophagus ugandicus là một loài bọ cánh cứng trong họ Bọ hung (Scarabaeidae).